# 卡齊米埃拉斯·布加

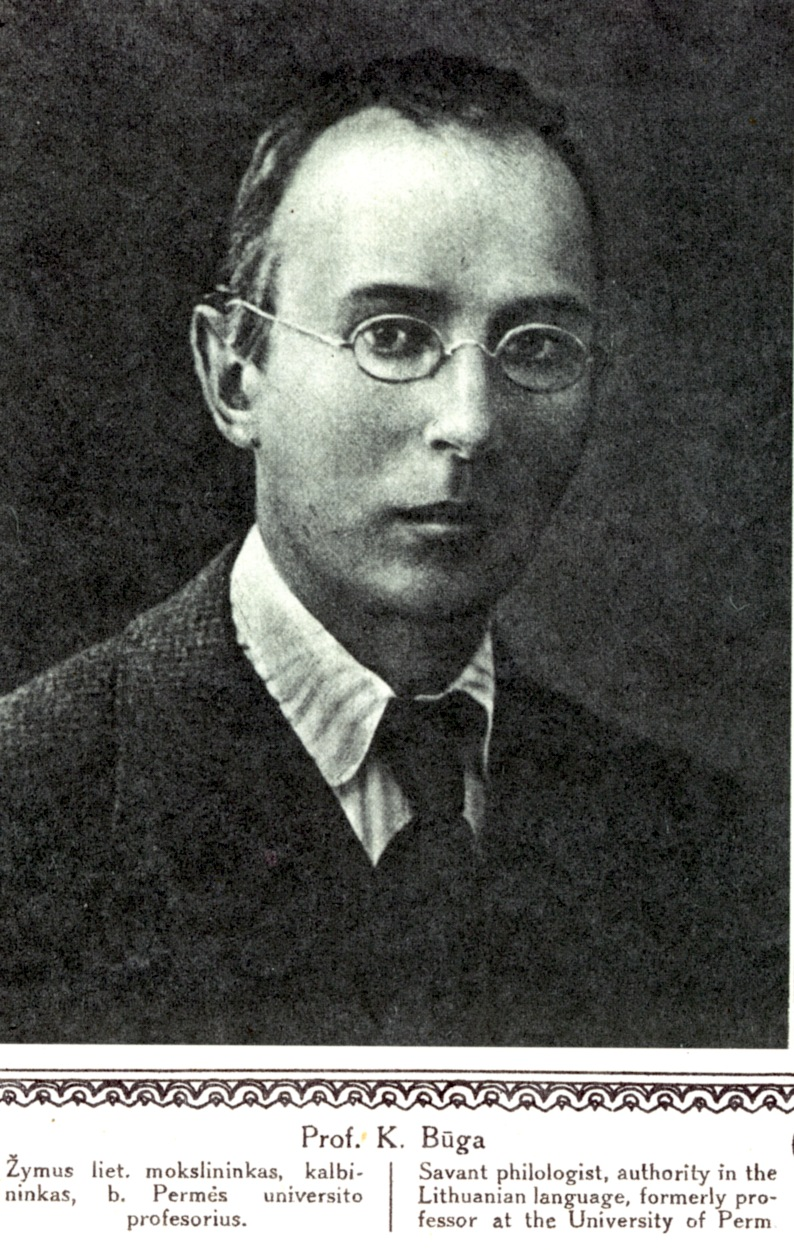
1921年的布加

卡齊米埃拉斯·布加（1879年11月6日—1924年12月2日）是一名立陶宛語言學以及語言文字學家。他是一位專門研究立陶宛語的語言學教授。
他出生於俄羅斯帝國扎拉賽區。作爲同爲立陶宛語言學家的卡齐米拉斯·贾尼乌斯的私人助理時，他展現出他對於這門學科的興趣，並於1905年至1912年間於聖彼得堡國立大學就讀。在那之後，他在博杜恩·德·庫爾德內的監督下進行了印歐語言的研究。其後，他搬去柯尼斯堡並在阿達爾伯特·貝贊伯格的指導下繼續着他的研究。他於1914年得到了他的語言學博士學位。
他透過地名學確認了立陶宛人和其他波羅的海民族在公元6至9世紀之間生活在烏克蘭北部的普里皮亞季河周圍地區。此外，他還研究了斯拉夫語詞彙成爲波羅的海語言中外來語的時間順序。他還對立陶宛大公國早期王子的名字進行了語言重建，並駁斥了他們來自斯拉夫的理論。
他是立陶宛學術辭典的第一任主編。
最終，他於1924年在柯尼斯堡過世，並被埋葬在彼得拉休奈公墓。